# Железная рельсовая дорога Сюррея

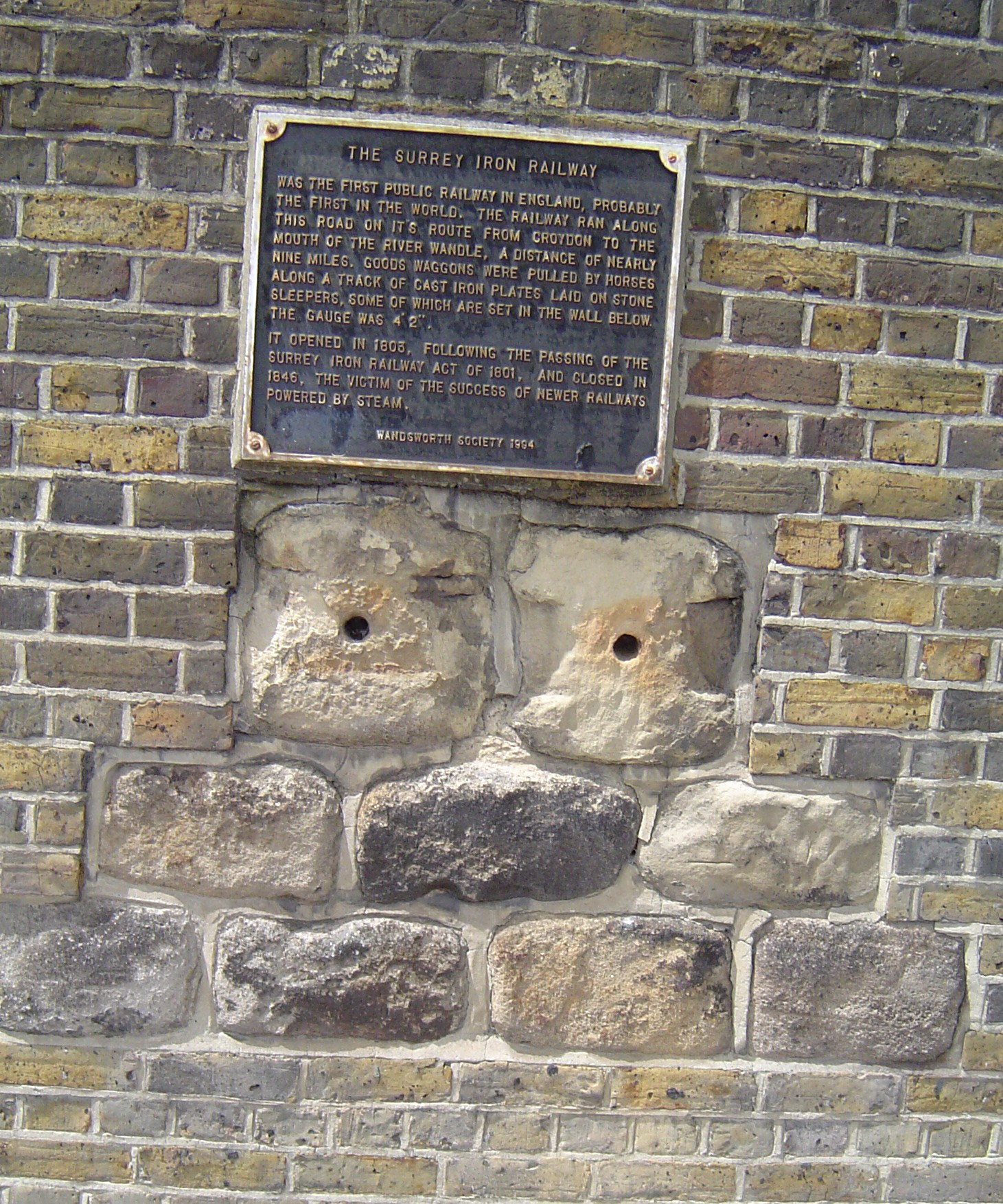
Мемориальная доска и исторические каменные шпалы вставленные в стену пивоварни в Уондсуорте.

Железная рельсовая дорога Сюррея (англ. Surrey Iron Railway, SIR) — железная дорога с L-образными рельсами на гужевой тяге с примерно европейской колеёй, соединявшая бывшие города графства Сюррей Уондсуорт и Кройдон, проходя через Митчам (все ныне часть южного Лондона. Компания была основана Актом Парламента в 1801 году и была открыта 26 июля 1803 года.

## Истоки
К концу XVIII века на Британских островах уже было построено несколько коротких конок. Их основным назначением была перевозка полезных ископаемых до ближайшего канала для дальнейшей транспортировки.
Изначальный план для транспорта между Уондсуортом на реке Темза и промышленными предприятиями долины Уэндл был строительство каналов, которому дали ход в 1799 году, однако из-за опасений нехватки воды решили построить рельсовую дорогу с конной тягой. В качестве рельс была выбрана не стандартная ныне форма, а L-образная форма, в которой колесо катилось по внутренней стороне, удерживаемое внешней более высокой стенкой. Подобная система часто использовалась на железных дорогах до 1830-х. Эта рельсовая дорога стала первой публично подтвержденной полностью железной дорогой.
Парламентский Акт с одобрением строительства получил Королевское одобрение 21 мая 1801 года, и сразу же были начаты работы под руководством инженера Уильяма Джессопа и подрядом Бенджамина Аутрама. Линия начиналась у причала Фрайинг Пэн Крик на реке Темза в Уондсуорте и плавно взбиралась через Тутинг и Митчам вдоль долины реки Вандл вплоть до Кройдона, где была построена конечная остановка. Также была построена ветка в сторону городка Хэкбридж, где находились жмыховые мельницы.
Уставный капитал составил £35,000,заёмный — £15,000, однако общая стоимость составила £60,000. По дороге возили известь, мел, глина для мастерских и сельскохозяйственные продукты в Лондон, а в обратном направлении — уголь и навоз из сельской местности вокруг железной дороги. Лошади и мулы были единственной задействованной движущей силой, также по дороге никогда не провозили пассажиров.
Железная дорога не имела финансового успеха и закрылась 31 августа 1846 года.

## Операционная деятельность
Линия представляла собой платную железную дорогу, где независимые перевозчики использовали свои собственные вагоны и лошадей. Компания не управляла своими собственными поездами.
Дорога была двупутной с шириной колеи около 1500 мм между бетонными блоками и около 1427 мм между внешними частями рельс. Современная Европейская колея имеет ширину 1435 мм.

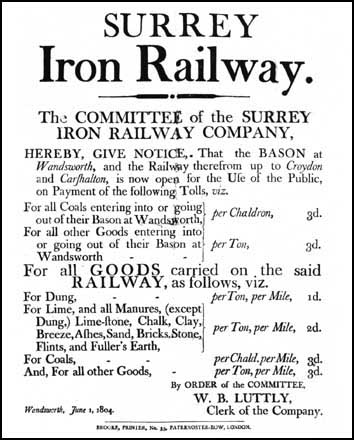
Сообщение о плате, 1804 год.

## История
Уильям Джессоп был главный инженером только на позднее построенных ответвлениях вокруг Кройдона, и его пути оказались более надежными. Развитие паровозов принесло конец эпохе гужевых железных дорог. В 1823 году Уильям Джеймс, один из крупнейших акционеров железной дорога, пытался договориться с Джорджем Стефенсоном о поставке паровозов. Однако тот понимал, что чугунная дорога не сможет выдержать вес локомотива и отказался.
В 1844 году владельцы продали дорогу компании London & South Western Railway, которая перепродала её London and Brighton Railway (L&BR). L&BR получила Акт Парламента на закрытие железной дороги в 1846 году. Часть маршрута позднее использовалось в линии Западный Кройдон - Уимблдон компании London, Brighton and South Coast Railway с 1856 года, а некоторые части до сих пор используются в Лондонском Tramlink.